# Aphelandra pulcherrima
Aphelandra pulcherrima är en akantusväxtart som först beskrevs av Jacquin, och fick sitt nu gällande namn av Carl Sigismund Kunth. Aphelandra pulcherrima ingår i släktet Aphelandra och familjen akantusväxter. Inga underarter finns listade i Catalogue of Life.

## Bildgalleri

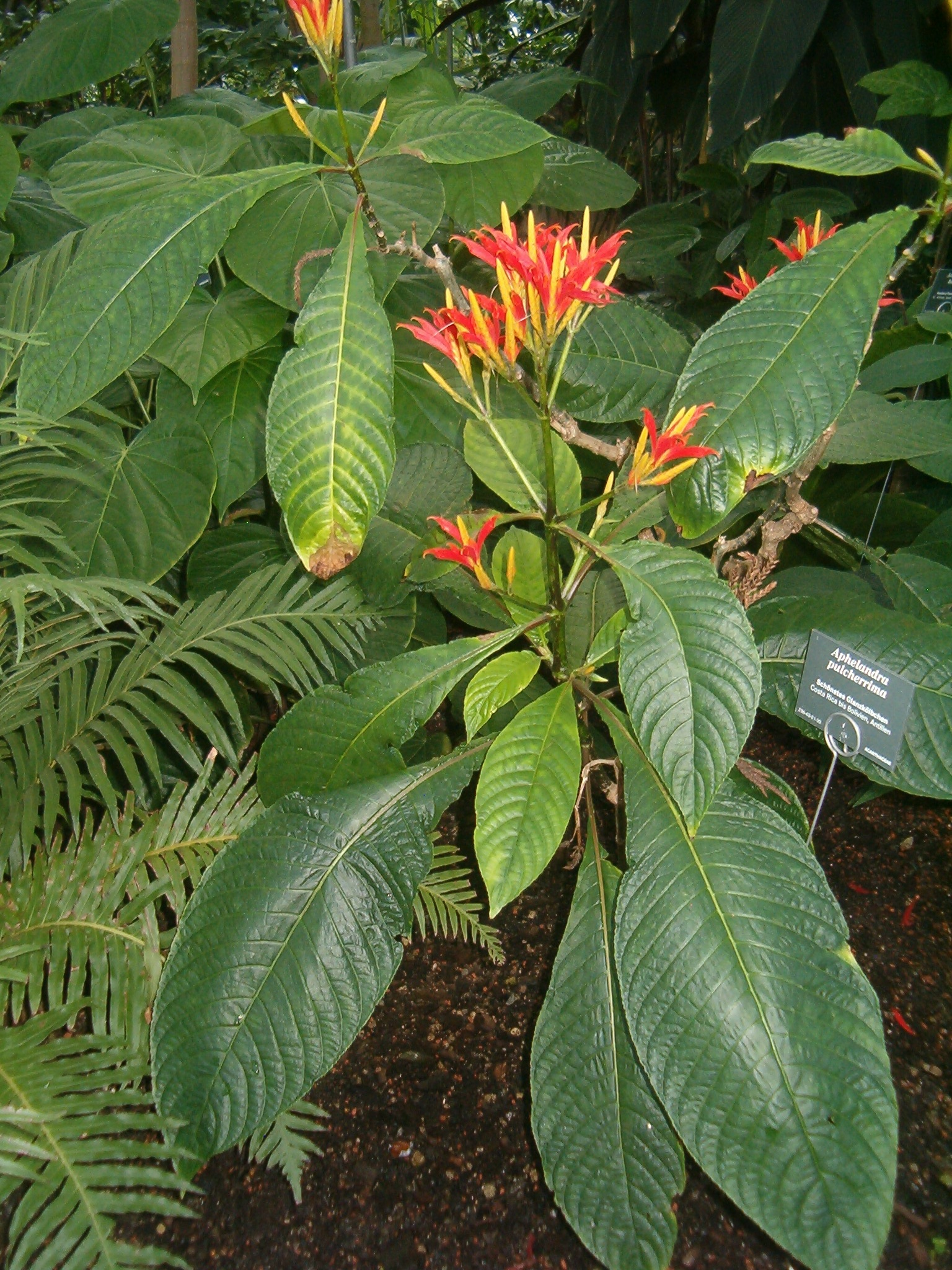